# نادي ديالى
نادي ديالى الرياضي هو نادي عراقي لكرة القدم مقره مدينة بعقوبة في محافظة ديالى، ويلعب في دوري نجوم العراق.
لعب في الدوري العراقي الممتاز لأول مرة في موسم 1975-1976، وهبط في نهاية الموسم إلى الدرجة الأولى العراقية. بلغ مجموع المواسم التي لعبها الفريق في الدوري العراقي 14 موسمًا حتى موسم 2010-11، هبط خلالها 4 مرات وانسحب مرتين.